# Bcl-xL

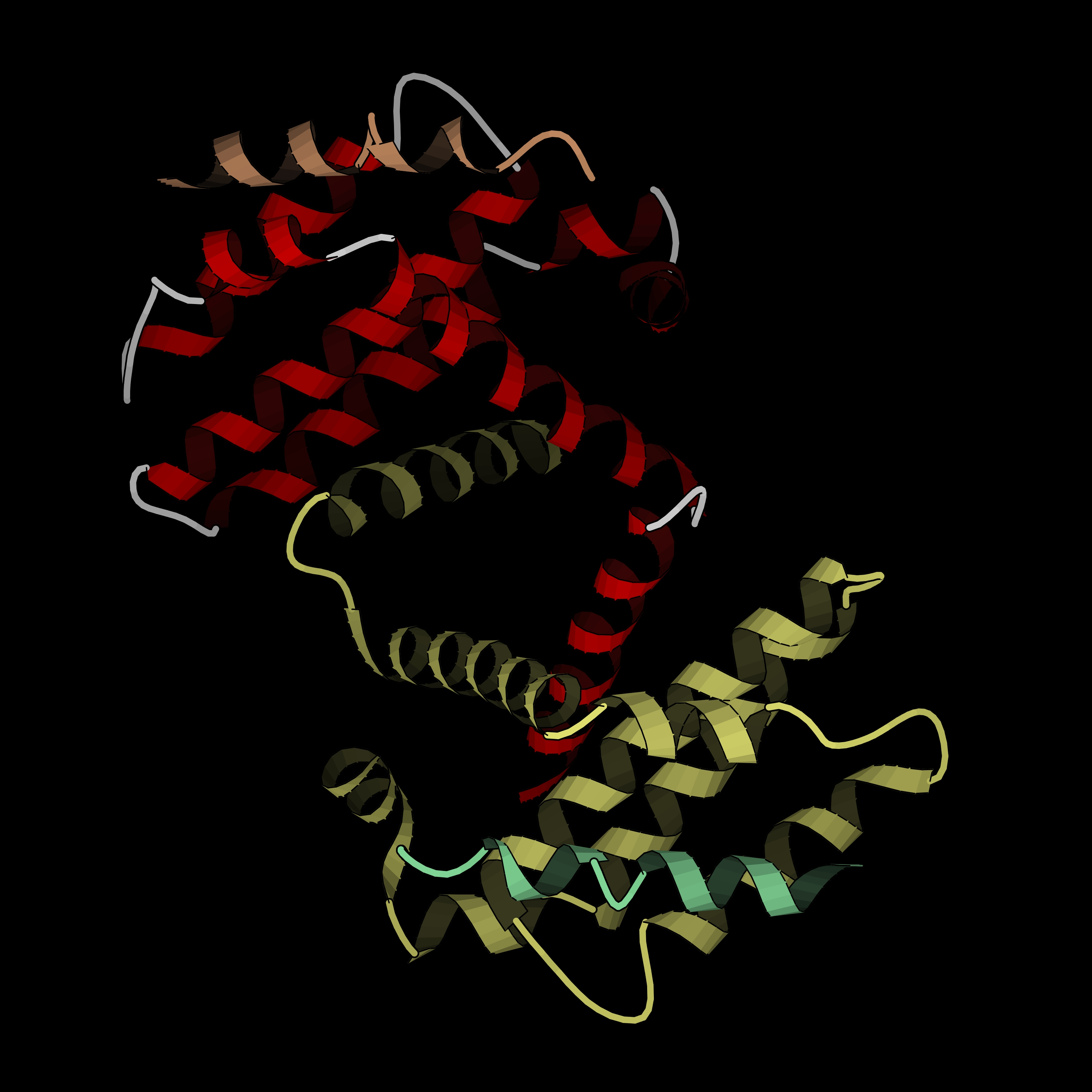
ساختار کریستالی به‌دست آمده با اشعهٔ ایکس از مولکول Bcl-xL با بزرگنمایی ۱٫۷۶ آنگستروم

لنفوم لنفوسیت بی، بسیار بزرگ (انگلیسی: B-cell lymphoma-extra large) یک پروتئین تراغشایی در میتوکندری است که در انسان توسط ژن BCL2L1 کُدگذاری می‌شود. این پروتئین عضوی از خانواده Bcl-2 و بازدارندهٔ آپوپتوز است و این کار را از طریق جلوگیری از رهاشدن محتویات میتوکندری همچون سیتوکروم سی انجام می‌دهد که منجر به فعال‌شدن کاسپازها و در نهایت آپوپتوز می‌شوند.

## اهمیت بالینی
اختلال عملکرد در این پروتئین در موش‌ها سبب تولید ناکافی گلبول‌های قرمز، کم‌خونی شدید، همولیز و مرگ می‌شود. وجود این پروتئین برای ساخت هِـم ضروری است. پروموتر Bcl-xL حاوی جایگاه‌های GATA1 و STAT5 است. از آنجایی که متابولیسم آهن و اتصال آن به هِـم در درون میتوکندری رخ می‌دهد، احتمال دارد که Bcl-xL در تنظیم این فرایند نقش داشته و به‌همین سبب به نحوی در بروز بیماری پلی سیتمی ورا دخالت داشته باشد که طی آن تولید شدید اریتروسیت‌ها وجود دارد.
همچون سایر اعضای خانواده Bcl-2، پروتئین Bcl-xL نیز در زنده ماندن سلول‌های سرطانی از طریق مهار عملکرد پی۵۳ نقش دارد.
این پروتئین همچنین هدف ساخت مواد و داروهایی است جلوی پیرشدگی سلول را می‌گیرند. پژوهش‌های انجام شده بر روی سلول‌های لایهٔ درون‌رگی سیاهرگ نافی نشان داده‌است که فیستین و کوئرستین از طریق مهار کردنِ Bcl-xL، موجب آپوپتوز می‌شوند. قدرت فیستین در این باره، دو برابر کوئرستین است.